# Sechsling

Sechsling, Hamburg 1756

Sechsling, auch Sößling, Søsling (dän./norw.) oder Sechser, ist die Bezeichnung eines Münztyps im Wert von sechs Pfennigen beziehungsweise einem halben Groschen oder halben Schilling.
Der Sechsling wurde erstmals im Jahr 1388 von der Stadt Lübeck geprägt. Mit dem Rezess von 1392 wurde der Sechsling Vereinsmünze im Wendischen Münzverein und neben Lübeck auch von den Städten Hamburg, Lüneburg und Wismar ausgegeben. Ihnen folgten andere Städte.
Der Sechsling wurde bis zum Ende des Wendischen Münzvereins nach der Mitte des 16. Jahrhunderts geprägt. In der danach folgenden Reichsmünzordnung, genauer der Augsburger Reichsmünzordnung von 1559, die auf dem Taler basiert, hat er den Wert von 1⁄60 Taler. Die letzten Sechslinge prägte Hamburg 1855 aus einer Billon-Legierung.
In Ableitung vom preußischen Silbergroschen (1⁄30 Taler) wurde in Deutschland nach Einführung der Markwährung ab 1871 auch die gleichwertige Zehnpfennigmünze volkstümlich als Groschen bezeichnet. In der Berliner Mundart übertrug man in Folge den Begriff Sechser für den halben Groschen einfach auf die 5-Pfennig-Münze; diese Bezeichnung hört man vereinzelt noch in Bezug auf das 5-Cent-Nominal. Umgangssprachlich werden in Berlin einige Brücken immer noch Sechserbrücke genannt.
Siehe auch: Roter Seufzer, ein Sechs-Pfennig-Stück der Münzstätte Leipzig